# Krouchyé
Krouchyé (en macédonien Крушје) est un village du centre de la Macédoine du Nord, situé dans la municipalité de Vélès. Le village comptait un habitant en 2002.

## Démographie
Lors du recensement de 2002, le village comptait :
- Turcs : 1